# Josef Schäffer
Josef Schäffer (* 2. Juli 1891 in Mähren, Österreich-Ungarn; Todesdatum unbekannt) war ein österreichischer Zehnkämpfer, Kugelstoßer, Diskuswerfer und Stabhochspringer.
Bei den Olympischen Spielen 1912 in Stockholm wurde er Zehnter im Zehnkampf. Im Kugelstoßen, im Diskuswurf und im beidarmigen Diskuswurf schied er in der Qualifikation aus.
1911 wurde er Österreichischer Meister im Kugelstoßen und 1914 im Stabhochsprung.

## Persönliche Bestleistungen
- Stabhochsprung: 3,45 m, 27. Juli 1913, Wien
- Kugelstoßen: 12,80 m, 2. Juni 1912, Wien (ehemaliger nationaler Rekord)
- Diskuswurf: 42,09 m, 29. Juli 1914, Ludwigshafen
- Zehnkampf: 6568,585 Punkte, 15. Juli 1912, Stockholm (ehemaliger nationaler Rekord)